# Acanthurus auranticavus
Acanthurus auranticavus är en fiskart som beskrevs av Randall, 1956. Acanthurus auranticavus ingår i släktet Acanthurus och familjen Acanthuridae. IUCN kategoriserar arten globalt som livskraftig. Inga underarter finns listade i Catalogue of Life.